# Expresión génica

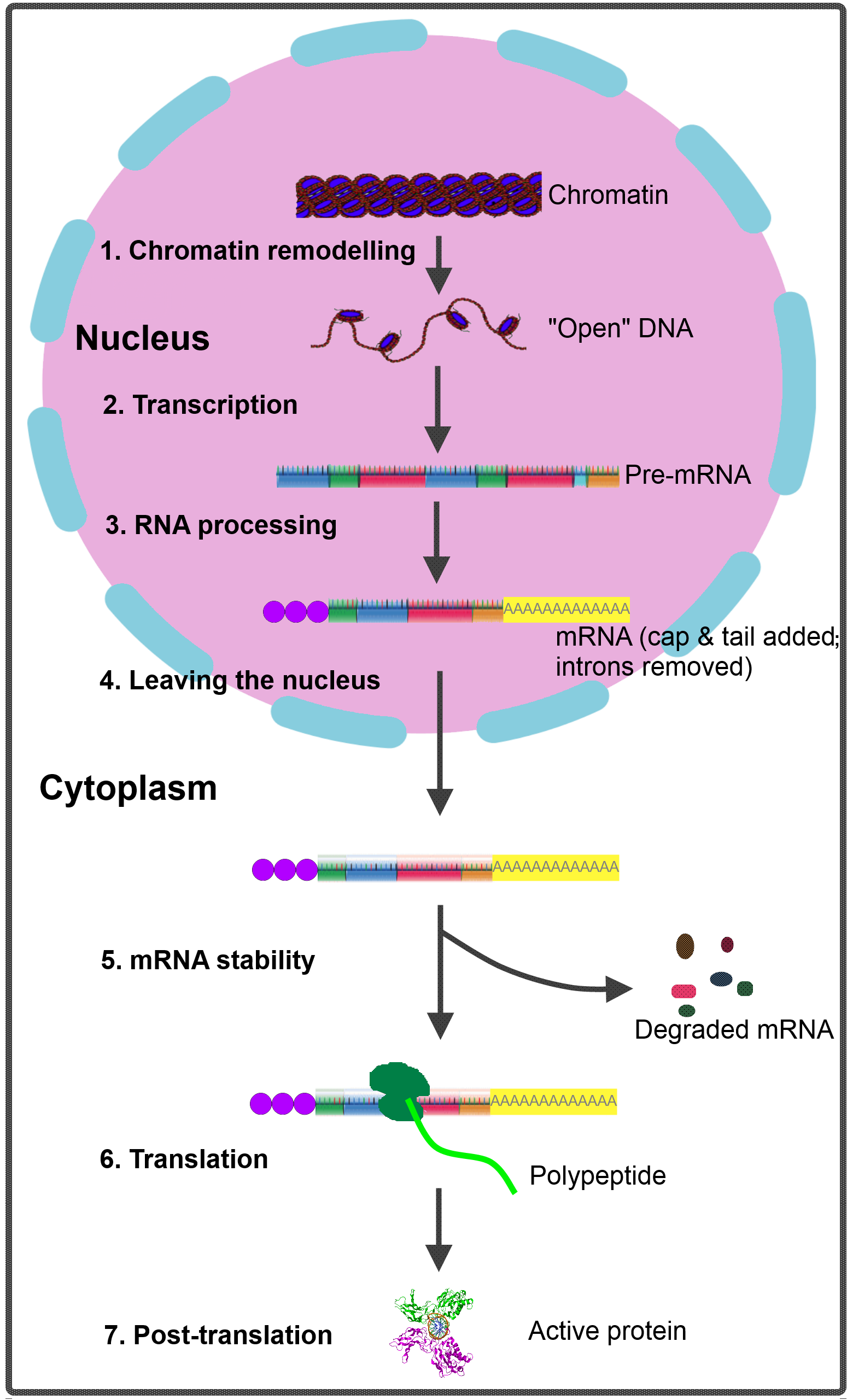
La Expresión génica es producto de múltiples procesos llevados a cabo desde la cromatina hasta terminar en la proteína funcional

La expresión génica es el proceso por medio del cual todos los organismos, tanto procariotas como eucariotas transforman la información codificada por los ácidos nucleicos en las proteínas necesarias para su desarrollo, funcionamiento y reproducción con otros organismos. La expresión génica es clave para la creación de un fenotipo.
En todos los organismos el contenido del ADN de todas sus células (salvo en los gametos) es esencialmente idéntico. Esto quiere decir que contienen toda la información necesaria para la síntesis de todas las proteínas. Pero no todos los genes se expresan al mismo tiempo ni en todas las células.
Exceptuando a los genes constitutivos, (genes que se expresan en todas las células del organismo y codifican proteínas que son esenciales para su funcionamiento general) todos los demás genes se expresan o no dependiendo de la función de la célula en un tejido particular. Por ejemplo, genes que codifican proteínas responsables del transporte axonal se expresan en neuronas pero no en linfocitos en donde se expresan genes responsables de la respuesta inmune. También existe especificidad temporal, esto quiere decir que los diferentes genes en una célula se encienden o se apagan en diferentes momentos de la vida de un organismo. Además, la regulación de los genes varía según las funciones de estos.

## Mecanismo

### Remodelación de la Cromatina
La remodelación parte desde un estado totalmente condensado del ADN, (que es el cromosoma) y debe llegar a un estado donde el ADN esté expuesto y habilitado físicamente para su lectura y decodificación; (que es la distensión de los nucleosomas con ADN «abierto»).

### Transcripción
El gen en sí mismo es típicamente un tramo de ADN y no realiza un papel activo. La producción de copias de ARN mensajero (mARN) a partir de ADN se denomina transcripción, y se lleva a cabo por la ARN polimerasa, que añade un nucleótido de ARN a la vez a una cadena creciente de ARN. Este ARN es complementario a los nucleótidos de ADN que se transcriben, es decir, si hay una timina (T) en el ADN una Adenina (A) se añadirá al ARN. Sin embargo, si hay una A en la cadena de ADN en el ARN se insertará la base nitrogenada uracilo (U) en lugar de T. Por tanto, en el ARNm complementario de la cadena de ADN "TAC" se transcribe como "AUG".

### El procesamiento del ARN
La transcripción de genes que codifican proteínas crea un transcrito primario de ARN en el lugar donde se encuentra el gen. Este puede ser alterado antes de ser traducido, esto es particularmente común en las células eucariotas. El procesamiento del ARN más común es el empalme para eliminar los intrones. Los intrones son segmentos de ARN que no se encuentran en el ARN maduro, a pesar de que pueden funcionar como precursores, por ejemplo, para ncARNs, que son ARN que realizan la modificación directa de los nucleótidos en otro ARNs. Los intrones son comunes en los genes eucariotas, pero rara en los procariotas.
Del mismo modo, se lleva a cabo la adición del caperuza 5', una metil-guanina. Y una cola poli-A, una seria de adeninas añadidas al final del mensajero para protegerlo de la degradación en el citoplasma.
El procesamiento del ARN extenso puede ser una ventaja evolutiva posible por el núcleo de los eucariotas. En los procariotas la transcripción y la traducción (ver abajo) suceden al mismo tiempo, mientras que en los eucariotas la envoltura nuclear separa los dos procesos que dan tiempo para que el procesamiento del ARN se produzca.

### Maduración del ARN no codificante
En la mayoría de los organismos los genes no codificantes (ncARN) se transcriben como precursores para someterse a una transformación posterior. En el caso de ARN ribosómico (rARN), a menudo se transcribe como un pre-rARN que contiene uno o más rARN, la pre-rARN se rompe, con modificaciones (2'-O-metilación y la formación de pseudouridina) a sitios específicos de nucleolo, aproximadamente 150 diferentes especies restringidas pequeñas de ARN, llamadas ARN pequeño nucleolar (snoARNs), que, como ARNsn's, snoARNs están asociados con proteínas, formando snoPRNs. En los eucariotas, en particular, un snoPRN, llamado RNasa MRP rompe el pre-45S rRNA en el 28S, 5,8 S, y 18S rARN. El rARN y los factores de procesamiento del ARN son agregados de forma grande llamado el nucleolo. 
En el caso de ARN de transferencia (tARN), por ejemplo, la secuencia 5 'se elimina por la RNasa P, mientras que el extremo 3' se elimina por la enzima Z tRNase. En el caso de micro ARN (miARN), los miARNs se transcriben primero como transcripciones de primaria o pri-miARN con una gorra y cola poli-A y procesados cortamente como, 70-madre de nucleótidos, estructuras de bucle conocidas como pre-miARN en el núcleo celular por las enzimas Drosha y Pasha, luego de ser exportados, es luego procesada para madurar los miRNAs en el citoplasma por la interacción con la endonucleasa Dicer, que también se inicia la formación del RNA-inducido silenciando el complejo (RISC), integrada por la proteína Argonauta.

### La exportación de ARN
En los eucariotas más maduros el ARN debe ser exportados del núcleo al citoplasma. Si bien algunas funciones de ARN en el núcleo, muchas moléculas de ARN son transportados a través de los poros nucleares y en el citosol. En particular, esto incluye todos los tipos de ARN que participan en la síntesis de proteínas. En algunos casos el ARN es además transportado a una parte específica del citoplasma, como la sinapsis, que son luego arrastrados por las proteínas motoras a través de proteínas que se unen a secuencias específicas de vinculador ( llamados "códigos postales") en el ARN.

### Traducción
La síntesis de proteínas consta de dos etapas: la traducción del ARN mensajero, mediante el cual los aminoácidos arriban al ribosoma sobre ARN de transferencia de aminoácidos, donde se unen formando un polipéptido según la secuencia de nucleótidos del ARN mensajero. La segunda etapa consta de modificaciones postraducción que sufren los polipéptidos hasta alcanzar su estado funcional o conformación nativa.

## Regulación
La regulación genética comprende todos aquellos procesos que afectan la acción de un gen a nivel de transcripción génica (ARN) o de traducción génica (proteína), regulando sus productos finales.

Los procesos de regulación incluyen: alteración de la cromatina, modificaciones de las histonas, y metilación del ADN y son la base molecular de la epigenética.
Para fines biotecnológicos, se busca interactuar con estos procesos regulatorios y alterar la expresión de ciertos genes.